# Museum von Sarajevo

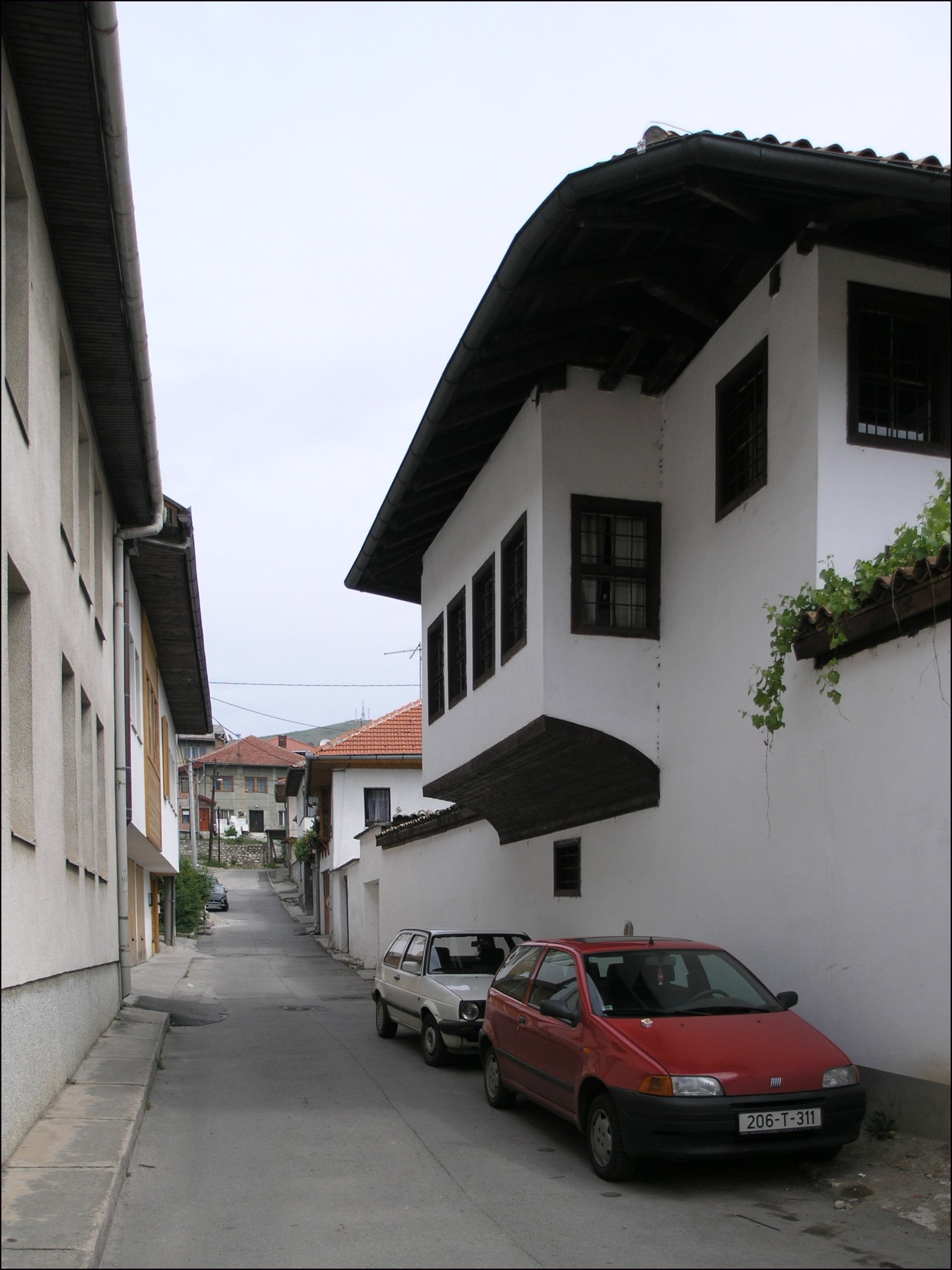
Svrzina kuća

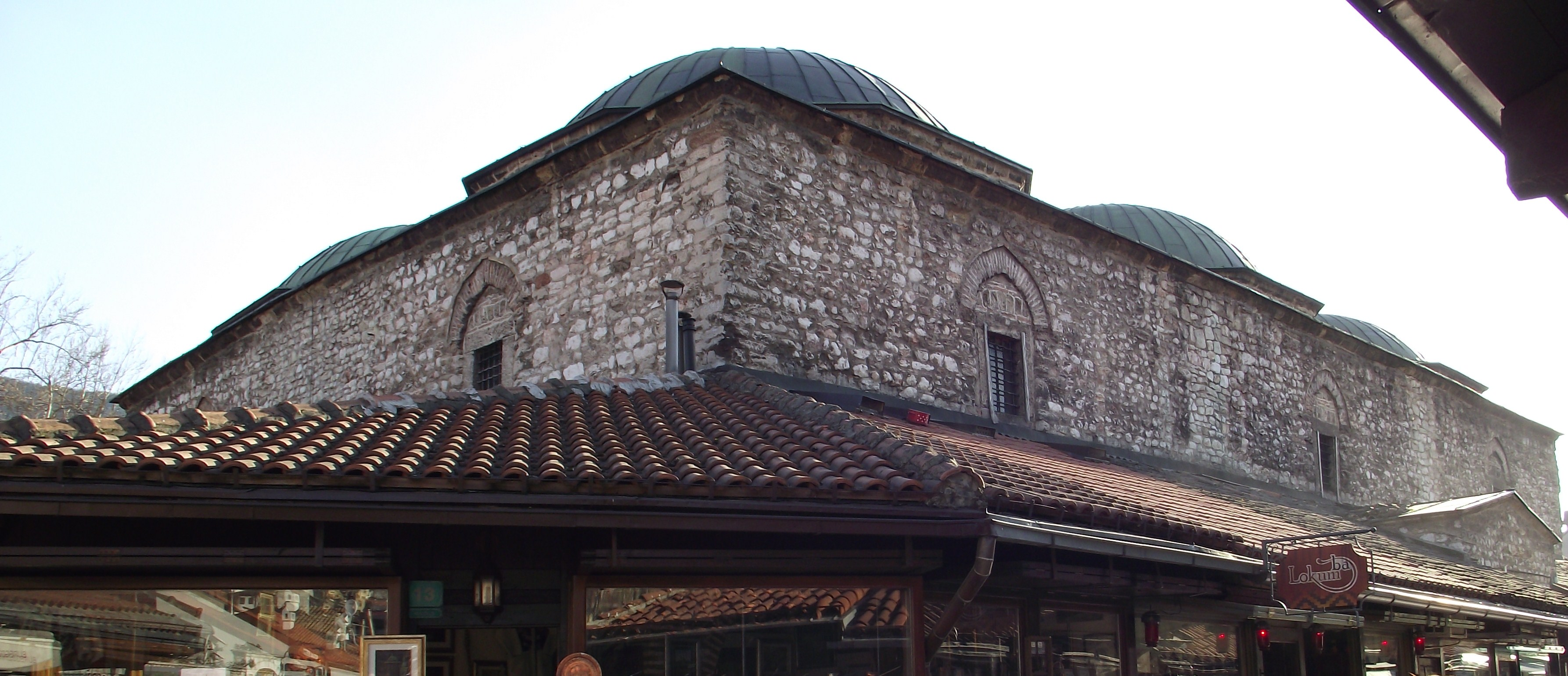
Brusa Bezistan

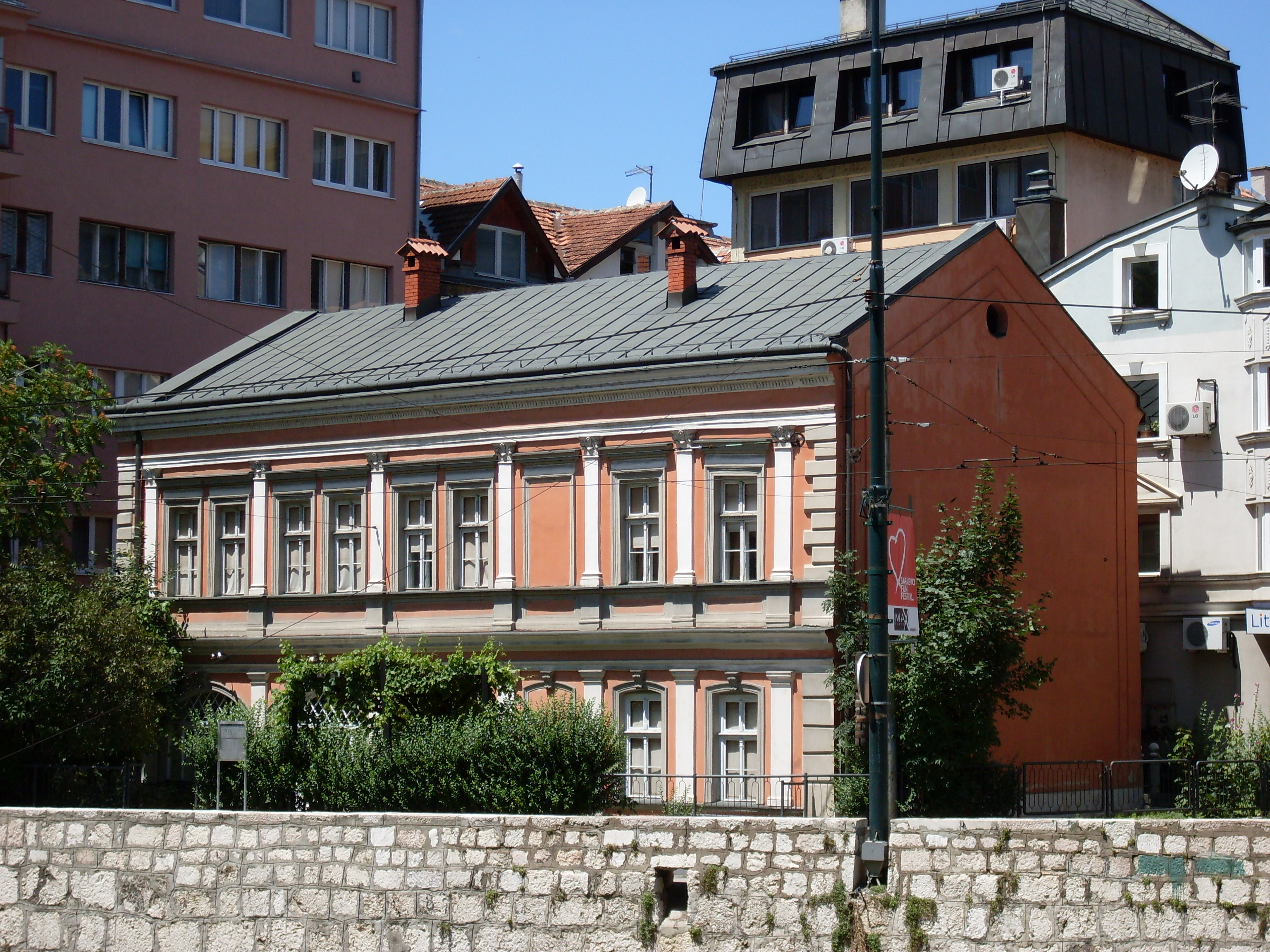
Despića kuća

Muzej Sarajeva

Das Museum von Sarajevo (bosnisch Muzej Sarajeva) ist eine öffentliche Einrichtung in Sarajevo, der Hauptstadt von Bosnien und Herzegowina. Es wurde 1949 als Museum der Stadt gegründet und besteht aus sechs getrennten Museumsbauten in der Innenstadt, welche die einzelnen geschichtlichen Segmente und Kulturen der Lebensweise der Bürger von Sarajevo wie auch Sammlungen zu bestimmten Ereignissen präsentieren.

## Svrzina kuća
Das „Haus von Svrzo“ (Lage) gehört seit 1965 zum Museum und befindet sich im historischen Altstadtviertel Baščaršija. Es stellt ein Beispiel der Wohnarchitektur der osmanischen Zeit in Sarajevo und der Wohnkultur einer muslimischen Familie Ende des 18. Jahrhunderts dar. Der Komplex besteht aus mehreren, etappenweise errichteten Gebäuden, wobei der älteste Teil noch aus dem 18. Jahrhundert stammt. Das Haus wurde von der Familie Glođo erbaut, welche der Oberschicht der damaligen Gesellschaft angehörte. Diese Familie blieb ohne männliche Nachfahren und ging durch Heirat in die reiche Händlerfamilie Svrzo über.
Das Haus unterscheidet sich von den damaligen Gebäuden wegen seiner Anpassung an die hügelige Landschaft in und um Sarajevo. Zudem ist es asymmetrisch, im Gegensatz zu den symmetrischen Häusern in flachen Gegenden. Der Komplex ist in den öffentlichen („männlichen“) Teil, wo die Männer des Hauses Gäste empfangen und Verhandlungen führen, sowie den familiären Abschnitt, wo das normale Leben mit allen Sitten und Gewohnheiten gelebt wurde, geteilt. Das Haus ist zudem mit dem ursprünglichen Inventar ausgestattet.

## Brusa Bezistan
Dieses monumentale Objekt (Lage) liegt ebenfalls in Baščaršija und wurde 1551 von Rüstem Pascha erbaut. Das Objekt diente zum Verkauf von Seide, welche der Erbauer dort selbst herstellte. Brusa Bezistan hat eine Abmessung von 29,5 × 20,5 m und wurde aus Stein erbaut. Es besteht aus sechs großen und zwei kleineren Domen, die mit Kuppeln bedeckt sind. Die massiven Säulen innerhalb des Besistan haben eine konstruktive Rolle. Oberhalb waren kleine Kuppeln, welche der Aufbewahrung wichtiger Dokumente dienten. Während der Belagerung von Sarajevo 1992–1995 wurde die Brusa Besistan z. T. schwer beschädigt.
Nach Restaurierungsarbeiten konnte dort die Ausstellung des Museums unter dem Namen „Entwicklung Sarajevos von der Urgeschichte bis hin zur Österreichisch-Ungarischen Herrschaft“ eröffnet werden.

## Despića kuća
Das „Despić-Haus“ (Lage) wurde in mehreren Etappen sowie drei verschiedenen Zeiträumen errichtet und erhielt sein endgültiges Aussehen durch die Zusammenführung zweier bestehender Gebäude im Jahr 1881, was es zu einem architektonisch interessanten Objekt werden lässt. Die ältesten Gebäudeteile stammen aus dem 17. Jahrhundert. Es befindet sich in der Innenstadt am Flussufer der Miljacka, nahe der Lateinerbrücke.
Das Haus gehörte der wohlhabenden, serbisch-orthodoxen Händlerfamilie Despić, welche 1696 nach Belgien ausgewandert ist. Sie schenkte das
Haus der Stadt Sarajevo mit dem Wunsch, dass dort ein Museum errichtet wird. Die Wichtigkeit dieses Objekt besteht unter anderem darin, dass in diesem Haus die ersten Theater-Aufführungen der Stadt stattfanden. Trotz der Größe des Vorführraumes, waren die Aufführungen nur für den engen Bekanntenkreis der Familie und Mitglieder des damaligen Diplomatenkreises von Sarajevo organisiert.

## Muzej Jevreja
Das 1966 eröffnete „Jüdische Museum“ (Lage) ist in der ältesten Synagoge Bosniens, dem „Stari Hram“ in der Baščaršija untergebracht. Sie wurde 1581 erbaut und zählt zu den bedeutendsten Ausstellungen zu diesem Thema in den Nachfolgestaaten des ehemaligen Jugoslawien.
Es zeigt im Erdgeschoss und in zwei Galerien das Leben der Juden in Bosnien seit ihrer Ankunft aus Spanien, das Zusammenleben mit anderen Religionen, ihre Bräuche und Lebenskultur sowie ihr Beitrag zur Entwicklung des Landes.

## Muzej Sarajeva 1878–1918
Das Museum Sarajevo (Lage) zeigt die Hauptstadt zur Zeit der Österreichisch-Ungarischen Monarchie. Die Ausstellung beginnt dabei mit Ereignissen, welche grundlegend waren für das Erlangen des Mandats für die Besetzung Bosnien und Herzegowinas seitens der österreichisch-ungarischen Monarchie. Weiters widmet es sich dem Kulturleben, den Gesellschaften, Verlagshäusern und Druckereien, der Industrie, Architektur und dem Widerstand gegen die Besatzung.
Einen großen Teil der Ausstellung nimmt dabei das Attentat auf den österreichischen Thronfolger Franz Ferdinand und dessen Ehefrau ein, das einen erheblichen Anteil zum Beginn des Ersten Weltkriegs beitrug. Das Museum liegt dabei direkt an der Lateinerbrücke, wo das Attentat am 28. Juni 1914 stattfand.

## Muzej Alija Izetbegović
Dieses kleine Museum (Lage) ist Bestandteil der Altstadtfestung von Vratnik und wurde erst im Jahr 2007 eröffnet. Es ist im ehemaligen Festungsturm Ploča kula untergebracht und ist dem Leben und Schaffen von Alija Izetbegović gewidmet, dem ersten Präsidenten der 1992 für unabhängig erklärten Republik Bosnien und Herzegowina.